# La Guerre pour les étoiles
La Guerre pour les étoiles (France) ou La Guéguerre des étoiles (Québec) (Scuse Me While I Miss the Sky) est le 16e épisode de la saison 14 de la série télévisée d'animation Les Simpson.

## Épisode
Le journaliste Declan Desmond fait un reportage sur l'école de Bart, qui se fait humilier. Declan dit à Lisa qu'elle n'a aucun avenir, et que si elle ne choisit pas rapidement sa voie elle finira bibliothécaire. Lisa se dirige donc vers l'astronomie. S’apercevant de la pollution lumineuse de Springfield, elle fait signer une pétition pour faire éteindre toutes les lumières de la ville, qui est alors plongée dans le noir.
La ville est alors sujette à la délinquance, et Bart en profite pour essayer de voler un insigne de voiture dans le but de retrouver sa popularité. Les habitants, mécontents, font une manifestation pour le rétablissement de la lumière. Le maire Quimby, accablé remet le courant à fond, et les habitants y voient donc comme en plein jour. Il n'y a alors plus de nuit à Springfield et la famille Simpson ne trouve plus le sommeil. Lisa décide donc d'aller à la centrale nucléaire et augmente la puissance du courant, ce qui a pour effet de faire griller toutes les ampoules de la ville. Les gens ont alors la belle vision d'une pluie de météorites dans le ciel étoilé. L'épisode finit en happy end, et Bart réussit même à voler l'insigne de la voiture de Gros Tony, le parrain de la mafia de Springfield.